# Allerheiligen im Mühlkreis
Pour les articles homonymes, voir Allerheiligen.
Allerheiligen im Mühlkreis est une commune autrichienne du district de Perg en Haute-Autriche.